# Szandzsák

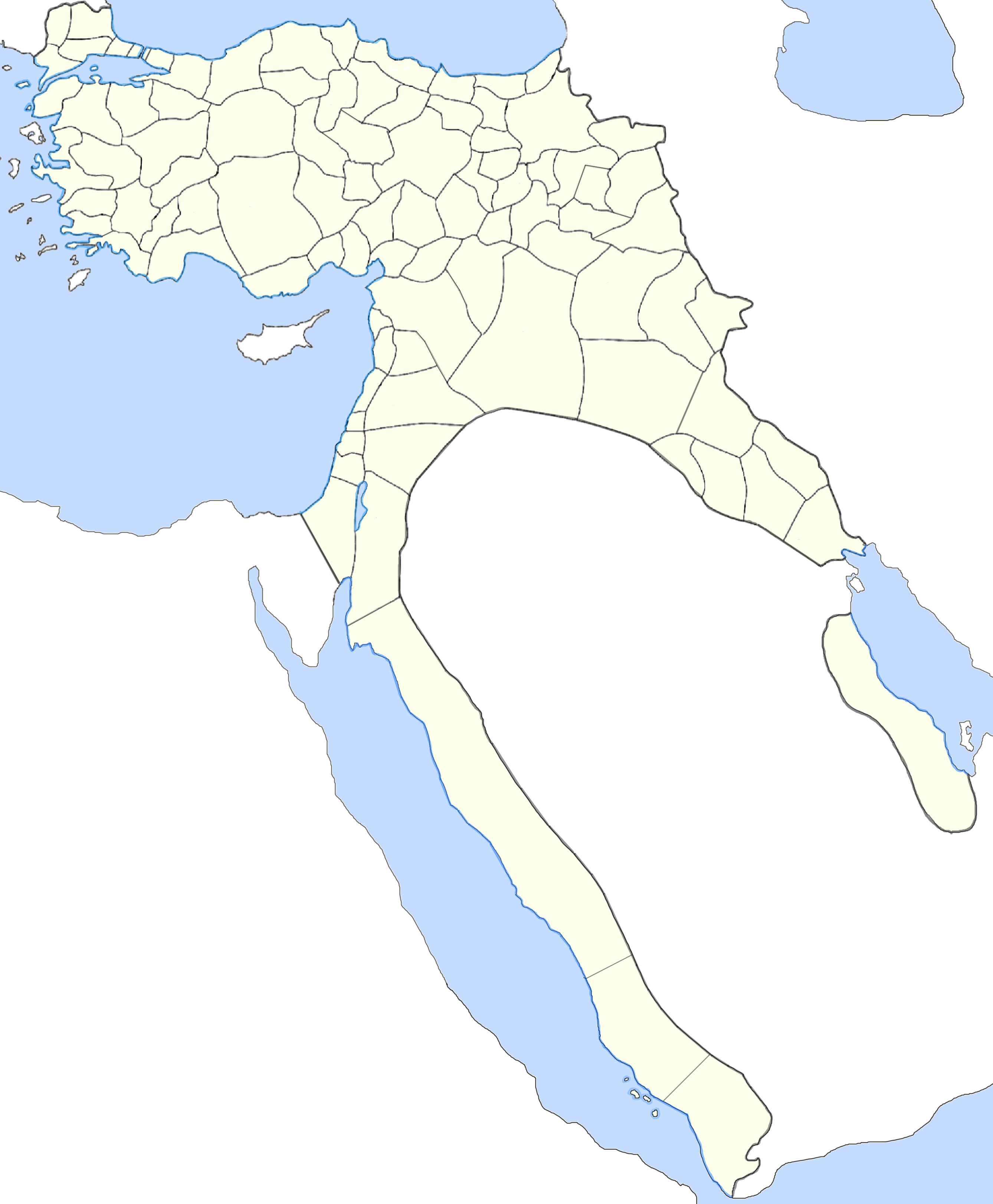
Oszmán szandzsákok 1914-ben

A szandzsák az Oszmán Birodalomban a vilajet (helytartóság) kisebb területi egységeinek a neve. Szó szerinti jelentése zászló (törökül: sancsak). A magyar vármegye megfelelője. Eredetileg egy zászlóaljnyi katonaságot jelentett.

## Története
A Oszmán Birodalom kialakulásakor a 13. században hozták létre Kis-Ázsiában és a Balkánon, élén katonai és polgári irányítóval. Vezetője a szandzsákbég, akinek a bég megtisztelő cím járt.
A hódoltságban Buda 1541-es elfoglalása után a budai és a szegedi szandzsák 1541 és 1686 között megmaradt, a változó határok miatt a Dunántúlon minden jelentősebb vár köré szerveztek egy szandzsákot.

## Területi felosztása
- adózási és gazdasági egysége: a náhije[2]
- igazságszolgáltatási egysége a kaza[3]
- katonai egysége: a vár